# Artturi Ilmari Virtanen
Artturi Ilmari Virtanen (Helsinki, Finlandia, 15 de enero de 1895 - ibíd. 11 de noviembre de 1973) fue un químico y profesor universitario finlandés, ganador del premio Nobel de química en 1945.

## Biografía
Virtanen nació en Helsinki, en aquellos momentos parte del Imperio ruso, y actualmente capital de Finlandia. Estudió en el liceo clásico en Viipuri, tras lo cual se dedicó al estudio de la química, la biología y la física. En 1939 obtuvo el cargo de profesor de bioquímica en el Instituto Tecnológico de Finlandia en Helsinki, dependiente de la Universidad de Helsinki.

## Investigaciones científicas
Sus investigaciones tratan sobre los alimentos parcialmente sintéticos para el ganado, las bacterias fijadoras de nitrógeno en los nódulos de la raíz y también sobre métodos mejorados de preservación de la mantequilla.
En 1945 Virtanen recibió el premio Nobel de química, por su investigación en química aplicada agrícola y en nutrición, especialmente por su método de la preservación del forraje (forraje de AIV). El método (que había publicado en 1943) mejoró el almacenaje del forraje verde, que es importante durante los inviernos largos. El proceso incluye la adición del ácido clorhídrico o sulfúrico diluido al grano para almacenarlo nuevamente. El incremento de ácidez detiene la fermentación y no tiene ningún efecto nocivo en el valor nutritivo del forraje o en los animales que lo ingieren.

## Eponimia
- El cráter lunar Virtanen lleva este nombre en su memoria.[5]
- El asteroide (1449) Virtanen, descubierto por el renombrado astrónomo y físico finlandés Yrjö Väisälä, fue nombrado en su honor.[6]